# Haploniscus acutirostris
Haploniscus acutirostris är en kräftdjursart som beskrevs av Menzies och George 1972. Haploniscus acutirostris ingår i släktet Haploniscus och familjen Haploniscidae. Inga underarter finns listade i Catalogue of Life.